# William E. Drummond House
La William E. Drummond House è una casa di stile Prairie situata al 559 di Edgewood Place, nel quartiere di River Forest, Illinois. Fu progettata da William Eugene Drummond nel 1909 e costruita tra il 1912 e il 1913. È un esempio significativo dell'architettura dello stile Prairie School e rappresenta uno dei migliori esempi di questa corrente architettonica.

## Storia e progettazione
La casa fu progettata da Drummond per sé stesso, utilizzando un modello di base pubblicato da Frank Lloyd Wright nel 1907. Drummond era stato il capo disegnatore dello studio di Wright e aveva collaborato con lui a numerosi progetti significativi. Pur riflettendo i principi di design di Wright, la casa è considerata superiore per dettagli e costruzione rispetto ad altri edifici realizzati dallo stesso Wright in quell'epoca. Questo edificio è stato descritto come uno dei migliori esempi di "economy Prairie House", un sottogruppo dello stile Prairie che enfatizza un piano aperto e fluido, l'integrazione degli spazi interni ed esterni, e l'uso di materiali come il rivestimento in stucco contrastato da rifiniture in legno scuro.

## Caratteristiche architettoniche
La casa presenta elementi tipici dello stile Prairie, tra cui il piano aperto e fluido, una forte connessione tra gli spazi interni ed esterni e l'uso di tetti piani e a sbalzo. La facciata della casa è caratterizzata da linee geometriche e l'uso di materiali come lo stucco e il legno, che creano un contrasto armonioso. Il tetto a lastra piatta e le superfici dure accentuate dai dettagli in legno scuro sono caratteristiche distintive di questa casa.

## Significato storico
La William E. Drummond House è stata inserita nel National Register of Historic Places il 5 marzo 1970, riconoscendo il suo valore come esempio di architettura del movimento Prairie. La casa non solo rappresenta l'abilità di Drummond come architetto, ma anche la sua connessione con Frank Lloyd Wright e il suo ruolo come figura importante nella storia dell'architettura americana.